# Gáshólmur

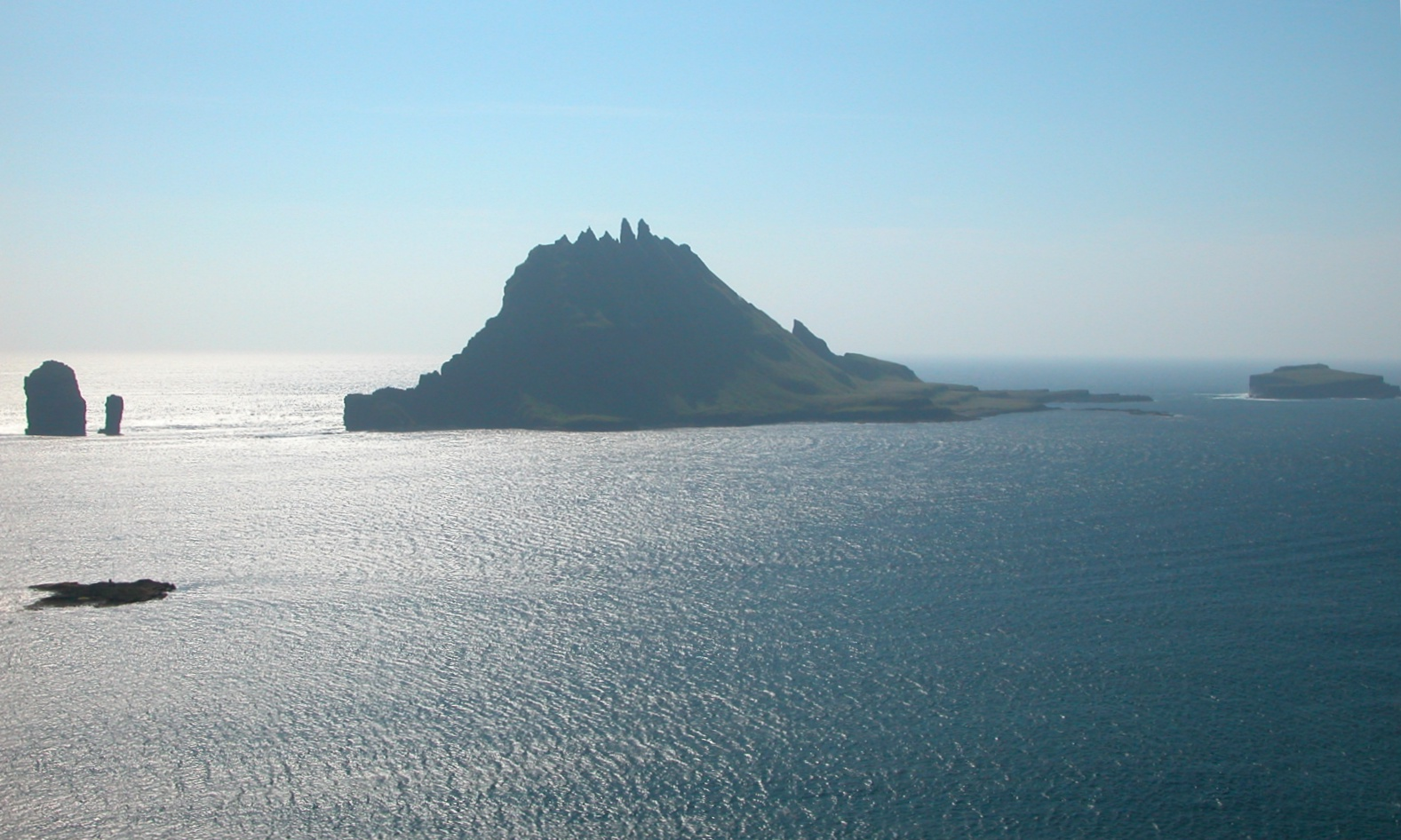
Drangarnir, Tindhólmur och Gáshólmur.

Gáshólmur är en liten holme på den södra sidan av fjorden Sørvágsfjørður och en av de öar som ligger längst väster ut på Färöarna (se även Färöarnas ytterpunkter). Öster om denna holmen ligger holmen Tindhólmur. Denna holmen är obebodd och det bor endast sjöfåglar och baggar som flyttas till holmen varje år av lokalbefolkningen i Sørvágur.
Den högsta punkten är 65 meter över havet och den totala ytan av holmen är 19 ha.